# Güzelbeyli, Zile
Güzelbeyli là một thị trấn thuộc huyện Zile, tỉnh Tokat, Thổ Nhĩ Kỳ. Dân số thời điểm năm 2011 là 1.217 người.